# چارلز ئی. دادلی
چارلز ئی. دادلی (به انگلیسی: Charles E. Dudley) سناتور سابق عضو حزب دموکرات ایالات متحده آمریکا بود. وی در سال ۱۸۲۹ تا ۱۸۳۳ میلادی سناتور ایالت نیویورک در سنای ایالات متحده آمریکا بود.